# Mod vhs
Mod vhs је модул за сервер Апач 2.0 који омогућава масовно виртуелно удомљавање без потребе за намештањем заснованим на фајловима. Путање за виртуелне хостове се преводи у задато време из ма које базе података подржане од стране библиотеке libhome: MySQL, LDAP, PAM или системски фајл passwd.